# O'Fallon (Illinois)
O'Fallon je grad u američkoj saveznoj državi Ilinois. Prema popisu stanovništva iz 2010. u njemu je živjelo 28.281 stanovnika.